# Australia World Cup
Australia World Cup — шоссейная однодневная велогонка, проходившая по территории Австралии с 1998 по 2008 год.

## История
Гонка была создана в 1998 году и сразу вошла в только что созданный календарь Женского мирового шоссейного кубка UCI, в котором просуществовала на протяжении всей своей истории до 2008 года. А самое первое издание гонки стало дебютной гонкой новоиспечённого Кубка.
Маршрут гонки проходил в разных городах Австралии, что было отображено в её названии. В 1998 году в Сиднее как Sydney World Cup. С 1999 по 2001 год в Канберре и в 2002 году в Снежных горах между Кумой и Тредбо как Canberra World Cup. С 2003 по 2008 год в Джелонге как Geelong World Cup.
Протяжённость дистанции составляла от 100 до 120 км.

## Призёры
| Год                | Победитель          | Второй             | Третий              |
| ------------------ | ------------------- | ------------------ | ------------------- |
| Sydney World Cup   |                     |                    |                     |
| 1998               | Деде Барри          | Памела Шустер      | Элизабет Тадич      |
| Canberra World Cup |                     |                    |                     |
| 1999               | Анна Уилсон         | Ханка Купфернагель | Сара Симингтон      |
| 2000               | Анна Уилсон         | Мирелла ван Мелис  | Мирьям Мельхерс     |
| 2001               | Анна Миллуорд       | Мирьям Мельхерс    | Рошелль Гилмор      |
| 2002               | Петра Росснер       | Рошелль Гилмор     | Мирьям Мельхерс     |
| Geelong World Cup  |                     |                    |                     |
| 2003               | Сара Кэрриган       | Кати Мактье        | Юдит Арндт          |
| 2004               | Ойнон Вуд           | Петра Росснер      | Михо Оки            |
| 2005               | Рошелль Гилмор      | Ойнон Вуд          | Катерина Бейтс      |
| 2006               | Ина-Йоко Тойтенберг | Михо Оки           | Катерина Бейтс      |
| 2007               | Николь Кук          | Ойнон Вуд          | Никки Баттерфилд    |
| 2008               | Кэтрин Кури         | Эмма Рикардс       | Ина-Йоко Тойтенберг |